# Callerlab
CALLERLAB je mezinárodní asociace callerů moderního Square dance, a je největší square dance associací ve Spojených státech. Po začátcích v roce 1971, byla oficiálně založena v roce 1974 několika členy Square Dance Hall of Fame.
Calleři z celého světa, včetně Saúdské Arábie, Japonska, Německa a Anglie, jsou členy organizace.

## Funkce
- Udržovat seznam figur tanečních programů, od tradičních až C-3A. Každý program obsahuje seznam standardizovaných square dance figur a konceptů, s oficiálními definicemi.
- Poskytuje BMI/ASCAP licencí pro své členy
- Poskytuje pojištění odpovědnosti za taneční akce